# Hargicourt (Aisne)
Hargicourt is een gemeente in het Franse departement Aisne (regio Hauts-de-France) en telt 559 inwoners (1999). De plaats maakt deel uit van het arrondissement Saint-Quentin.

## Geografie
De oppervlakte van Hargicourt bedraagt 8,1 km², de bevolkingsdichtheid is 69,0 inwoners per km².
De onderstaande kaart toont de ligging van Hargicourt (Aisne) met de belangrijkste infrastructuur en aangrenzende gemeenten.

## Demografie
Onderstaande figuur toont het verloop van het inwonertal (bron: INSEE-tellingen).
Vanwege een beveiligingsprobleem met de MediaWiki Graph-software is het momenteel niet mogelijk deze grafiek weer te geven. Zodra de software is bijgewerkt zal de grafiek vanzelf weer zichtbaar worden.
1. ↑  Populations de référence 2022.